# Explicitly Parallel Instruction Computing
Explicitly Parallel Instruction Computing, EPIC – architektura 64-bitowa, zaprojektowana przez Hewlett-Packard i Intel, opierająca się na 128 rejestrach ogólnego przeznaczenia i zmiennoprzecinkowych; odmiana architektury VLIW. Pierwszą 64-bitową architekturą Intela opierającą się na modelu EPIC jest IA-64 (Intel Architecture-64).
Do wykonywania zadań architektura wykorzystuje ładowanie spekulatywne (ang. speculative loading), przewidywanie (ang. prediction) i jawną współbieżność (ang. explicit parallelism).